# Сахалинский отдел
Сахалинский отдел — отдельная административно-территориальная единица Российской империи, существовавшая в 1884—1909 годах. Располагалась на острове Сахалин (с 1905 года — за вычетом южной части, завоёванной Японской империей). Центр — Александровск-Сахалинский.
В 1909 году преобразована в Сахалинскую область.

## История

### История Сахалинского отдела
Сахалинский отдел был выделен в особую административную единицу из состава Приморской области в 1884 году. Отдел делился на 3 округа: Александровский, Корсаковский и Тымовский.
В 1905 году по Портсмутскому договору южная часть Сахалинского отдела — Корсаковский округ (полностью), южные части Александровского и Тымовского округов отошли к Японии. В 1907 году на этой территории была образована префектура Карафуто.
С 1905 по 1909 года отдел существовал в составе двух округов — Александровского и Тымовского. 17 июня 1909 Сахалинский отдел был преобразован в Сахалинскую область.
По данным переписи населения 1897 года в отделе проживало 28 113 жителей. Грамотных было 25,6 %. Перепись в Сахалинском отделе Российской империи проводил известный русский писатель, общественный деятель и врач — А. П. Чехов.

### Александровский округ[1]
Александровский округ был образован в составе Сахалинского отдела 15 мая 1884 года. Существовал с 1884 — по 1909 года. Располагался на северо-западе острове Сахалин. Центр — Александровск-Сахалинский. В связи с образованием Сахалинской области округ преобразован в Александровский участок.
В округе находилось 30 временных и постоянных населённых пунктов с русским и инородческим населением.

### Корсаковский округ[1]
Существовал в период с 1884 — по 1905 года. Располагался на юге острове Сахалин. Центр — Корсаковский пост. По итогам русско-японской войны 1904 — 1905 гг. отошёл в состав Японии.
В состав Корсаковского округа входило 43 временных и постоянных поселений с русским и инородческим населением.

### Тымовский округ[1]
Тымовский округ был образован в составе Сахалинского отдела 15 мая 1884 года. Существовал с 1884 — по 1909 года. Располагался на северо-востоке острова Сахалин. Центр — село Рыковское (в настоящее время Тымовское). В 1909 году в связи с образованием Сахалинской области преобразован в Тымовский участок.
В округе находилось 28 временных и постоянных населённых пунктов с русским и инородческим населением.

## Население

### Национальный состав в 1897 году
По данным всероссийской переписи населения 1897 года национальный состав Сахалинского отдела Российской империи состоял:
| Округ           | русские | украинцы | нивхи  | поляки | татары | айны   | тунгусо-маньчжурские народы | немцы | белорусы | японцы |
| --------------- | ------- | -------- | ------ | ------ | ------ | ------ | --------------------------- | ----- | -------- | ------ |
| Отдел в целом   | 56,2 %  | 8,4 %    | 7,0 %  | 5,8 %  | 5,4 %  | 5,1 %  | 3,2 %                       | …     | …        | …      |
| Александровский | 60,2 %  | 7,3 %    | 10,7 % | 5,9 %  | 5,3 %  | …      | …                           | 1,1 % | …        | …      |
| Корсаковский    | 49,8 %  | 8,9 %    | 1,1 %  | 5,2 %  | 4,6 %  | 16,7 % | 3,7 %                       | …     | …        | 2,6 %  |
| Тымовский       | 57,5 %  | 9,4 %    | 8,1 %  | 6,3 %  | 6,5 %  | …      | 5,6 %                       | …     | 1,2 %    | …      |

Данные переписи населения 1897:
| Округа                | Площадь, кв. вёрст | Площадь кв км | Плотность чел./км² | Мужчин | Женщин | Обоего пола |
| --------------------- | ------------------ | ------------- | ------------------ | ------ | ------ | ----------- |
| Александровский округ | 27 933,9           | 31 790,52     | 0,35               | 8566   | 2633   | 11 199      |
| Тымовский округ       | 26 635,8           | 30 313,20     | 0,28               | 5737   | 2622   | 8359        |
| Корсаковский округ    | 12 192,3           | 13 875,60     | 0,62               | 6169   | 2386   | 8555        |
| Остров Сахалин        | 66 762,0           | 75 979,31     | 0,37               | 20 472 | 7641   | 28 113      |

## Административное деление
| № | Округ           | Центр                                    | Герб уездного города | Площадь, вёрст² | Население (1897), чел. |
| - | --------------- | ---------------------------------------- | -------------------- | --------------- | ---------------------- |
| 1 | Александровский | п. Александровск-Сахалинский (3860 чел.) |                      | 27 933,9        | 11 199                 |
| 2 | Тымовский       | с. Рыковское (3 033 чел.)                |                      | 26 635,8        | 8 359                  |
| 3 | Корсаковский    | п. Корсаковский (1 702 чел.)             |                      | 12 192,3        | 8 555                  |

## Органы власти

### Губернаторы
| Ф. И. О.                     | Титул, чин, звание        | Время замещения должности |
| ---------------------------- | ------------------------- | ------------------------- |
| Гинце Андрей Иванович        | генерал-майор             | 14.07.1884 — 21.02.1888   |
| Кононович Владимир Осипович  | генерал-майор             | 21.02.1888 — 20.06.1893   |
| Мерказин Владимир Дмитриевич | генерал-лейтенант         | 20.06.1893 — 03.05.1898   |
| Ляпунов Михаил Николаевич    | генерал-лейтенант         | 08.05.1898 — 22.01.1906   |
| Валуев Аркадий Михайлович    | полковник (генерал-майор) | 22.01.1906 — 1909         |

### Вице-губернатор
| Ф. И. О.                  | Титул, чин, звание                                    | Время замещения должности |
| ------------------------- | ----------------------------------------------------- | ------------------------- |
| Бунге Фридрих Фридрихович | надворный советник (действительный статский советник) | 01.08.1902 — 1909         |